# Toyota TS040 Hybrid
La Toyota TS040 Hybrid è uno vettura da competizione costruita dal reparto sportivo TMG della casa automobilistica giapponese Toyota nel 2014.

## Sviluppo
La vettura si pone come sostituta della TS030 Hybrid per rappresentare la casa nipponica nel campionato mondiale endurance 2014.
I propulsori che equipaggiano la vettura sono un 3.7 V8 aspirato a benzina dalla potenza di 520 CV (realizzato dalla Motor Sports Unit Development Division) e un motore elettrico che ne eroga altri 480. Nello specifico il motore-generatore, realizzato dalla Aisin, trova posto sull'asse anteriore del veicolo, affiancando quello prodotto della Denso installato nella sezione posteriore. Durante le fasi di decelerazione, le due unità contribuiscono alla frenata e accumulano energia, la quale viene trasferita tramite i due inverter dedicati al supercapacitore Nisshinbo. La trazione era di tipo integrale, mentre il consumo di carburante è stato, secondo regolamento, ridotto del 25% rispetto al modello precedente grazie a varie modifiche al motore, all'aerodinamica e grazie all'impiego di nuovi lubrificanti forniti dalla Total.  Il corpo vettura costruito a norma di regolamento è stato sviluppato e progettato dalla Toyota Motorsport GmbH di Colonia.
Nel Giugno 2015 la Toyota rivela di non continuare lo sviluppo della TS040 per sostituirla nel 2016 con la "TS050", la quale molto probabilmente avrà un motore turbo, anziché aspirato.

## Attività sportiva
2014
Per la stagione 2014 la Toyota è presente con due equipaggi, il primo formato da Wurz, Sarrazin e Nakajima e il secondo da Davidson, Lapierre e Buemi. L'esordio della TS040 avviene nel migliore dei modi; infatti alla 6 Ore di Silverstone la casa giapponese fa doppietta con la n8 di Davidson-Lapierre-Buemi davanti alla n7 di Wurz-Sarrazin-Nakajima. Alla 6 ore di Spa la Toyota n8 bissa il suo successo, mentre la n7 arriva terza.
Alla 24 Ore di Le Mans l'equipaggio n7 ottiene la pole con Nakajima, ma in gara si ritira a causa di un problema elettrico durante la notte, dopo aver dominato le prime 14 ore di gara. La n8 rimane coinvolta in un incidente con Lapierre nelle prime fasi della gara, ed è costretta a rimontare; alla fine l'equipaggio giunge terzo alle spalle delle Audi, mantenendo la leadership in campionato.
Nella successiva gara ad Austin la Toyota n8 ottiene di nuovo la pole, ma in gara perde molto tempo per via di un incidente sotto la pioggia (con alla guida Lapierre) e alla fine giunge di nuovo terza dietro le due Audi. Dopo la gara di Austin, l'equipaggio sarà formato solo da Buemi e Davidson. Questi ultimi vincono le due gare successive (al Fuji, dove la Toyota fa doppietta, e a Shangai). In Bahrain, dopo aver condotto la prima parte di gara, hanno un problema all'alternatore e alla fine sono solo ottavi, risultato che gli basta comunque per diventare campioni del mondo con una gara d'anticipo; la Toyota vince comunque con l'altro equipaggio di Conway-Sarrazzin-Wurz. Nell'ultima gara di Interlagos le due Toyota sono seconda e quarta, e così la casa giapponese ottiene il suo primo titolo costruttori endurance.
2015
Anche per il 2015 gli equipaggi sono due, Buemi-Davidson-Nakajima (n1) e Wurz-Sarrazzin-Conway (n2). La Toyota sceglie di non apportare particolari modifiche alla sua vettura, a differenza di Audi e Porsche. La scelta si rivela sbagliata, infatti nelle prime quattro gare di campionato le due Toyota ottengono risultati mediocri, a parte un terzo posto a Silverstone della n1, mentre le rivali tedesche dominano la scena.